# H2O (H2O)
H2O è un album del gruppo New York hardcore H2O pubblicato nel 1996 dalla Blackout Records.

## Tracce
1. 5 Yr. Plan – 2:57
2. Scene Report – 2:18
3. Spirit of '84 – 2:04
4. I Know Why – 2:50
5. Gen-Eric – 0:59
6. Surrounded – 2:01
7. Here Today, Gone Tomorrow – 2:38
8. Family Tree – 2:56
9. Hi-Lo – 2:04
10. My Curse – 9:00

## Formazione
- Toby Morse - voce
- Todd Morse - chitarra
- Rusty Pistachio - chitarra
- Eric Rice - basso
- Todd Friend - batteria